# Klub Satelit Zlatibor
Klub Satelit Zlatibor je jedan od ugostiteljskih i turističkih objekata za smeštaj gostiju na Zlatiboru, koji od 2007. godine posluje u okviru Satelit Group.
Tri najvažnije karakteristike objekta jesu luksuzna opremljenost, prijatan ambijent i ljubazno osoblje koje je do sada ugostilo više od 20.000 gostiju.

## Lokacija Kluba Satelit
Klub Satelit se nalazi u kraju koji se zove Obudovica, na adresi Bačijska 3, u građevini koja po arhitekturi ima prepoznatljiv izgled zamka sa zelenim krovom, na samo 200 metara od početka padine za skijanje-sankanje, gondole i centralnih delova Zlatibora.

## Sadržaj ponude
- Smeštajni kapacitet Satelita čini 10 soba i 10 apartmana različitih stilova i toplih boja. Luksuzno opremljeni, poseduju sve što je potrebno za potpuni komfor i apsolutno uživanje: televizore, DVD plejere, room service, mini bar, sef, telefon, wifi najnovije generacije i druge pogodnosti,
- SPA centar je opremljen zatvorenim bazenom sa slanom vodom,[4] unutrašnjim i spoljašnjim đakuzijem, saunom, mini teretanom i blokom za masažu,[5]
- Restoran domaće kuhinje sa ponudom kulinarskih specijaliteta Zlatibora i internacionalnih specijaliteta,
- Igraonica sa zanimljvim igračkama za najmlađe posetioce.

## Nagrade i priznanja
Klub Satelit je dobitnik nagrada i priznanja iz oblasti ugostiteljstva, a ujedno je prvi turistički objekat u Republici Srbiji koji je član međunarodnog hotelskog udruženja RCI.

## Napomene
1. ↑  Godina od koje posluje u okviru Satelit Group.

## Spoljašnje veze
- Zvanična prezentacija
- „Klub Satelit Zlatibor - Porodični Promo Video”. You Tube. Приступљено 28. 2. 2022.
- „SATELIT PREMIUM GROUP – NAGRADA BIZNIS PARTNER”. You Tube. Приступљено 1. 3. 2022.